# Карбонатність порід
Карбонатність порід (від лат. carbo (carbonis) — вугілля) (рос. карбонатность пород; англ. carbonate presence of rocks; нім. Karbonatgehalt m der Gesfeine) — наявність в уламкових породах-колекторах більших або менших кількостей карбонатів натрію, калію, кальцію, магнію, заліза і ін. Карбонатність визначається вмістом у породі солей вугільної кислоти (Н2СО3) — карбонатів, наприклад, СаСО3 (вапняк), СаСО3. MgCO3 (доломіт) та інші. Карбонати у породі є у вигляді цементу, який скріплює зерна мінералів, що складають породу, в єдине ціле. Також порода може бути представлена повністю тільки карбонатами.

## Визначення
Визначають К.п. дослідженням взаємодії породи і соляної кислоти (HCl) з наступним вимірюванням об'єму вуглекислого газу (СО2), який виділяється під час реакції. Характеризується К.п. вмістом карбонатів з розрахунку на вапняк CaCO3.
Вміст солей в колекторах змінюється в широкому діапазоні: в одному випадку колектори майже повністю складаються з карбонатів, а в іншому вони або не містять їх зовсім, або містять у невеликій кількості у вигляді цементуючого матеріалу.

## Прикладний аспект
Карбонатність порід необхідно знати для проектування солянокислотного оброблення привибійної (присвердловинної) зони пласта з метою збільшення її проникності.